# Mistrzostwa Świata w Hokeju na Lodzie 2023 (III Dywizja)
Mistrzostwa Świata w Hokeju na Lodzie III Dywizji 2023 rozegrane zostały w dniach 17–23 kwietnia (Dywizja IIIA) oraz 27 lutego–5 marca (Dywizja IIIB).
Do mistrzostw III Dywizji przystąpiło 11 zespołów, które zostały podzielone na dwie grupy: w grupie A rywalizowało pięć zespołów, natomiast w grupie B sześć ekip. Dywizja III Grupa A swoje mecze rozgrywała w Kapsztadzie w Południowej Afryce, natomiast Dywizja III Grupa B w stolicy Bośni i Hercegowiny Sarajewie. Reprezentacje rywalizowały systemem każdy z każdym.
Hale, w których zorganizowano zawody:
- Stadion lodowy w Kapsztadzie – Dywizja IIIA,
- Skenderija Sports Arena w Sarajewie – Dywizja IIIB.

## Grupa A
Do mistrzostw świata II dywizji w 2024 z Dywizji IIIA awansowała najlepsza reprezentacja. Ostatni zespół został zdegradowany. 
| 17 kwietnia 2023 | Tajlandia | 2:11 | Chińskie Tajpej | Stadion lodowy, Kapsztad |

| Szczegóły      | Szczegóły                                         | Szczegóły       | Szczegóły | Szczegóły                                                                          |
| -------------- | ------------------------------------------------- | --------------- | --- | ---------------------------------------------------------------------------------- |
| Godzina: 16:00 | R. Sukwiboon (EQ) 27:36 J. M. Isaksson (EQ) 49:33 | (0:3, 1:3, 1:5) | 12:51 (PP) Shen Y.-lin. 14:35 (EQ) Chou H. 18:29 (PP) Lin H. 25:05 (EQ) Yu S. 26:24 (EQ) Chang H. 36:21 (PP) Lin H. 42:12 (EQ) Yu S. 45:26 (EQ) Lin H. 48:36 (PP) Lin H. 54:48 (EQ) Wang P. 55:54 (EQ) Chang H. | Widzów: 30 Sędzia główny: Ryan Cairns Sędziowie liniowi: Fraser Ohlson Óscar Pérez |
| Godzina: 16:00 | 14 min. kar                                       |                 | 6 min. kar | Widzów: 30 Sędzia główny: Ryan Cairns Sędziowie liniowi: Fraser Ohlson Óscar Pérez |

| 17 kwietnia 2023 | Turkmenistan | 6:9 | Południowa Afryka | Stadion lodowy, Kapsztad |

| Szczegóły      | Szczegóły | Szczegóły       | Szczegóły | Szczegóły                                                                                    |
| -------------- | --- | --------------- | --- | -------------------------------------------------------------------------------------------- |
| Godzina: 20:00 | B. Dowletmyradow (EQ) 01:02 P. Barkowskij (PP) 08:26 A. Nurijew (EQ) 10:57 M. Kakajew (EQ) 40:28 A. Giełdimyradow (EQ) 51:43 B. Dowletmyradow (PP) 55:53 | (3:0, 0:4, 3:5) | 20:44 (EQ) J.-M. Van Doesburgh 28:58 (PP) D. Magmoed 34:54 (PP) U. Samaai 35:49 (EQ) R. Venter 44:46 (PP) U. Samaai 45:10 (EQ) D. Magmoed 52:19 (EQ) U. Samaai 53:06 (EQ) J.-M. Van Doesburgh 58:09 (EQ) D. Schuurman | Widzów: 187 Sędzia główny: Andrea Benvegnu Sędziowie liniowi: Helan Al-Ameri Joep Leermakers |
| Godzina: 20:00 | 14 min. kar |                 | 12 min. kar | Widzów: 187 Sędzia główny: Andrea Benvegnu Sędziowie liniowi: Helan Al-Ameri Joep Leermakers |

| 18 kwietnia 2022 | Luksemburg | 2:10 | Tajlandia | Stadion lodowy, Kapsztad |

| Szczegóły      | Szczegóły                                   | Szczegóły       | Szczegóły | Szczegóły                                                                                      |
| -------------- | ------------------------------------------- | --------------- | --- | ---------------------------------------------------------------------------------------------- |
| Godzina: 20:00 | K. Grönlund (PP) 32:57 C. Cannon (EQ) 53:56 | (0:2, 1:5, 1:3) | 04:45 (PP) C. Limpinphet 12:18 (PP) J. M. Isaksson 22:35 (PP) J. M. Isaksson 25:18 (PP) M. Kitayama 33:22 (EQ) H. Nagayama 34:51 (EQ) J. M. Isaksson 35:04 (EQ) P. Khuhakaew 46:23 (PP) M. Kitayama 48:05 (PP) M. Kitayama 49:35 (EQ) R. Sukwiboon | Widzów: 51 Sędzia główny: Yahya Al-Jneibi Sędziowie liniowi: Miroslav Lhotský Jason van Rooyen |
| Godzina: 20:00 | 20 min. kar                                 |                 | 14 min. kar | Widzów: 51 Sędzia główny: Yahya Al-Jneibi Sędziowie liniowi: Miroslav Lhotský Jason van Rooyen |

| 19 kwietnia 2023 | Luksemburg | 1:4 | Turkmenistan | Stadion lodowy, Kapsztad |

| Szczegóły      | Szczegóły            | Szczegóły       | Szczegóły                                                                                        | Szczegóły                                                                           |
| -------------- | -------------------- | --------------- | ------------------------------------------------------------------------------------------------ | ----------------------------------------------------------------------------------- |
| Godzina: 16:00 | C. Cannon (EQ) 32:57 | (0:1, 1:3, 0:0) | 08:25 (PP) A. Nurijew 28:31 (EQ) P. Barkowskij 31:12 (PP) A. Giełdimyradow 37:22 (PP) D. Hydyrow | Widzów: 40 Sędzia główny: Cemal Kaya Sędziowie liniowi: Edward Howard Fraser Ohlson |
| Godzina: 16:00 | 37 min. kar          |                 | 14 min. kar                                                                                      | Widzów: 40 Sędzia główny: Cemal Kaya Sędziowie liniowi: Edward Howard Fraser Ohlson |

| 19 kwietnia 2023 | Chińskie Tajpej | 6:1 | Południowa Afryka | Stadion lodowy, Kapsztad |

| Szczegóły      | Szczegóły | Szczegóły       | Szczegóły            | Szczegóły                                                                                 |
| -------------- | --- | --------------- | -------------------- | ----------------------------------------------------------------------------------------- |
| Godzina: 20:00 | Lin Y. (EQ) 21:44 Yang C. (PP) 36:36 Yang C. (EQ) 39:25 Lin H. (PP) 48:55 Pan Y. (EQ) 49:11 Lin H. (EQ) 50:46 | (0:0, 3:1, 3:0) | 37:50 (EQ) U. Samaai | Widzów: 300 Sędzia główny: Ryan Cairns Sędziowie liniowi: Helan Al-Ameri Miroslav Lhotský |
| Godzina: 20:00 | 8 min. kar |                 | 17 min. kar          | Widzów: 300 Sędzia główny: Ryan Cairns Sędziowie liniowi: Helan Al-Ameri Miroslav Lhotský |

| 20 kwietnia 2023 | Tajlandia | 3:6 | Turkmenistan | Stadion lodowy, Kapsztad |

| Szczegóły      | Szczegóły                                                                        | Szczegóły       | Szczegóły | Szczegóły                                                                               |
| -------------- | -------------------------------------------------------------------------------- | --------------- | --- | --------------------------------------------------------------------------------------- |
| Godzina: 20:00 | P. Thanakroekkiat (PP) 47:38 J. M. Isaksson (EQ) 53:51 J. M. Isaksson (EQ) 56:44 | (0:0, 0:3, 3:3) | 24:00 (PP2) A. Giełdimyradow 25:16 (PP) O. Jesenow 29:59 (EQ) A. Nurijew 41:02 (EQ) N. Bajhanow 49:54 (EQ) B. Bajmyradow 59:32 (EQ/ENG) B. Bajmyradow | Widzów: 30 Sędzia główny: Andrea Benvegnu Sędziowie liniowi: Helan Al-Ameri Óscar Pérez |
| Godzina: 20:00 | 6 min. kar                                                                       |                 | 10 min. kar | Widzów: 30 Sędzia główny: Andrea Benvegnu Sędziowie liniowi: Helan Al-Ameri Óscar Pérez |

| 21 kwietnia 2023 | Chińskie Tajpej | 10:0 | Luksemburg | Stadion lodowy, Kapsztad |

| Szczegóły      | Szczegóły | Szczegóły       | Szczegóły   | Szczegóły                                                                                     |
| -------------- | --- | --------------- | ----------- | --------------------------------------------------------------------------------------------- |
| Godzina: 16:00 | Chou H. (EQ) 02:23 Lin Y. (PP) 04:38 Yang C. (EQ) 07:20 Shen Y.-c. (EQ) 07:35 Yang C. (EQ) 09:44 Shen Y.-l. (PP) 14:39 Shen Y.-c. (EQ) 24:03 Lin J. (EQ) 34:27 Lin J. (PP) 48:25 Lin J. (EQ) 52:51 | (6:0, 2:0, 2:0) |             | Widzów: 27 Sędzia główny: Yahya Al-Jneibi Sędziowie liniowi: Joep Leermakers Jason van Rooyen |
| Godzina: 16:00 | 6 min. kar |                 | 10 min. kar | Widzów: 27 Sędzia główny: Yahya Al-Jneibi Sędziowie liniowi: Joep Leermakers Jason van Rooyen |

| 21 kwietnia 2023 | Południowa Afryka | 2:5 | Tajlandia | Stadion lodowy, Kapsztad |

| Szczegóły      | Szczegóły                                | Szczegóły       | Szczegóły | Szczegóły                                                                              |
| -------------- | ---------------------------------------- | --------------- | --- | -------------------------------------------------------------------------------------- |
| Godzina: 20:00 | L. Carelse (SH) 15:36 M. Giot (EQ) 37:36 | (1:2, 1:1, 0:2) | 06:21 (EQ) J. M. Isaksson 09:40 (EQ) J. M. Isaksson 27:17 (PP) J. M. Isaksson 42:56 (EQ) K. E. Kindborn 48:17 (PP) P. Khuhakaew | Widzów: B.d. Sędzia główny: Ryan Cairns Sędziowie liniowi: Edward Howard Fraser Ohlson |
| Godzina: 20:00 | 18 min. kar                              |                 | 8 min. kar | Widzów: B.d. Sędzia główny: Ryan Cairns Sędziowie liniowi: Edward Howard Fraser Ohlson |

| 23 kwietnia 2023 | Turkmenistan | 1:3 | Chińskie Tajpej | Stadion lodowy, Kapsztad |

| Szczegóły      | Szczegóły                | Szczegóły       | Szczegóły                                               | Szczegóły                                                                                  |
| -------------- | ------------------------ | --------------- | ------------------------------------------------------- | ------------------------------------------------------------------------------------------ |
| Godzina: 14:00 | A. Aganijazow (EQ) 59:56 | (0:0, 0:2, 1:1) | 32:33 (EQ) Chen K. 33:06 (EQ) Wen P. 51:13 (EQ) Yang C. | Widzów: 150 Sędzia główny: Andrea Benvegnu Sędziowie liniowi: Miroslav Lhotský Óscar Pérez |
| Godzina: 14:00 | 18 min. kar              |                 | 12 min. kar                                             | Widzów: 150 Sędzia główny: Andrea Benvegnu Sędziowie liniowi: Miroslav Lhotský Óscar Pérez |

| 23 kwietnia 2023 | Południowa Afryka | 4:0 | Luksemburg | Stadion lodowy, Kapsztad |

| Szczegóły      | Szczegóły                                                                                 | Szczegóły       | Szczegóły  | Szczegóły                                                                               |
| -------------- | ----------------------------------------------------------------------------------------- | --------------- | ---------- | --------------------------------------------------------------------------------------- |
| Godzina: 18:00 | D. Magmoed (EQ) 11:07 D. Schuurman (EQ) 31:37 L. Carelse (EQ) 37:47 D. Magmoed (EQ) 47:38 | (1:0, 2:0, 1:0) |            | Widzów: 1000 Sędzia główny: Cemal Kaya Sędziowie liniowi: Edward Howard Joep Leermakers |
| Godzina: 18:00 | 4 min. kar                                                                                |                 | 6 min. kar | Widzów: 1000 Sędzia główny: Cemal Kaya Sędziowie liniowi: Edward Howard Joep Leermakers |

Tabela
| Lp. | Zespół            | M | Pkt | Z | Zd | Pd | P | G+ | G- | +/− |
| --- | ----------------- | - | --- | - | -- | -- | - | -- | -- | --- |
| 1   | Chińskie Tajpej   | 4 | 12  | 4 | 0  | 0  | 0 | 30 | 4  | +26 |
| 2   | Turkmenistan      | 4 | 6   | 2 | 0  | 0  | 2 | 17 | 16 | +1  |
| 3   | Południowa Afryka | 4 | 6   | 2 | 0  | 0  | 2 | 16 | 17 | -1  |
| 4   | Tajlandia         | 4 | 6   | 2 | 0  | 0  | 2 | 20 | 21 | -1  |
| 5   | Luksemburg        | 4 | 0   | 0 | 0  | 0  | 4 | 3  | 28 | -25 |
| 6   | Korea Północna    | 0 | 0   | 0 | 0  | 0  | 0 | 0  | 0  | 0   |

    = awans do Dywizji IIB     = utrzymanie w Dywizji IIIA     = spadek do Dywizji IIIB
Statystyki indywidualne
- Klasyfikacja strzelców:  Jan Mikael Isaksson: 9 goli[1]
- Klasyfikacja asystentów:  Ken Edvin Kindborn: 9 asyst[2]
- Klasyfikacja kanadyjska:  Jan Mikael Isaksson: 11 punktów[3]
- Klasyfikacja kanadyjska obrońców:  Ken Edvin Kindborn: 10 punktów[4]
- Klasyfikacja +/−:  Chen Kuan-ting
 Lin Hung-ju
 Yang Chang-hsing: +7[5]
- Klasyfikacja skuteczności interwencji bramkarzy:  Hsiao Po-yu: 95,89%[6]
- Klasyfikacja średniej goli straconych na mecz bramkarzy:  Hsiao Po-yu: 1,07 bramki
- Klasyfikacja minut kar:  Philippe Vincens: 29 minut[7]

Nagrody indywidualne
Dyrektoriat turnieju wybrał trójkę najlepszych zawodników, po jednym na każdej pozycji:
- Bramkarz:  Hsiao Po-yu
- Obrońca:  Ken Edvin Kindborn
- Napastnik:  Jan Mikael Isaksson

## Grupa B
Do mistrzostw świata III dywizji w 2024 z Dywizji IIIB awansowała najlepsza reprezentacja. Ostatni zespół został zdegradowany.
| 27 lutego 2023 | Kirgistan | 14:2 | Singapur | Skenderija Sports Arena, Sarajewo |

| Szczegóły      | Szczegóły | Szczegóły       | Szczegóły                                   | Szczegóły                                                                                      |
| -------------- | --- | --------------- | ------------------------------------------- | ---------------------------------------------------------------------------------------------- |
| Godzina: 13:00 | M. Jegorow (EQ) 05:23 M. Sejfułow (EQ) 10:17 W. Tonkich (EQ) 10:23 M. Sejfułow (PP) 11:02 W. Nosow (EQ) 16:25 M. Czuwałow (PP) 17:40 A. Kaszajew (EQ) 19:45 A. Titow (EQ) 21:35 E. Isamatow (PP) 22:08 W. Nosow (SH) 22:56 A. Kudaszew (SH) 36:23 E. Mirbekow (EQ) 39:28 W. Tonkich (EQ) 44:24 M. Czuwałow (EQ) 48:24 | (7:1, 5:1, 2:0) | 17:56 (EQ) C. Kelly Wong 29:24 (EQ) J. Chan | Widzów: 69 Sędzia główny: Robert Hallin Sędziowie liniowi: Alejandro García Banos Jiří Svoboda |
| Godzina: 13:00 | 10 min. kar |                 | 8 min. kar                                  | Widzów: 69 Sędzia główny: Robert Hallin Sędziowie liniowi: Alejandro García Banos Jiří Svoboda |

| 27 lutego 2023 | Malezja | 4:14 | Iran | Skenderija Sports Arena, Sarajewo |

| Szczegóły      | Szczegóły | Szczegóły       | Szczegóły | Szczegóły                                                                                |
| -------------- | --- | --------------- | --- | ---------------------------------------------------------------------------------------- |
| Godzina: 16:30 | R. Aiman Zul (PP) 02:59 M. F. A. Mohd Fauzi (PP) 40:51 M. A. Muhd Fadzli Amin (EQ) 43:59 H. Mohammad (EQ) 48:59 | (1:3, 0:7, 3:4) | 01:48 (EQ) A. Bahri 04:30 (SH) F. Houshidari 06:18 (EQ) A. Heidari 23:20 (EQ) J. Keyhanfar 24:00 (EQ) A. Dehghani 25:32 (EQ) A. Korehei 27:04 (EQ) J. Keyhanfar 28:13 (EQ) J. Keyhanfar 31:01 (EQ) F. Moghadasi 35:29 (EQ) F. Moghadasi 42:34 (EQ) F. Houshidari 47:27 (EQ) A. Korehei 51:42 (SH2) F. Houshidari 53:58 (EQ) D. Bagheri | Widzów: 55 Sędzia główny: Phillip Ströbel Sędziowie liniowi: Tomislav Grozaj Lukáš Kacej |
| Godzina: 16:30 | 2 min. kar |                 | 16 min. kar | Widzów: 55 Sędzia główny: Phillip Ströbel Sędziowie liniowi: Tomislav Grozaj Lukáš Kacej |

| 27 lutego 2023 | Bośnia i Hercegowina | 6:5 pk. | Hongkong | Skenderija Sports Arena, Sarajewo |

| Szczegóły      | Szczegóły | Szczegóły                 | Szczegóły | Szczegóły                                                                                  |
| -------------- | --- | ------------------------- | --- | ------------------------------------------------------------------------------------------ |
| Godzina: 20:00 | A. Mlivić (EQ) 19:40 D. Miskić (EQ) 25:51 T. Mrkva (EQ) 35:52 N. Gaković (EQ) 53:41 A. Mlivić (EQ/EA) 59:47 H. Mrkva (GWG) 65:00 | (1:2, 2:3, 2:0, 0:0, 1:0) | 03:33 (EQ) C. P. J. Cheng 08:22 (EQ) Y. L. L. Wong 29:11 (EQ) S. M. J. Tang 29:47 (EQ) R. C. H. Chu 37:10 (EQ) C. P. J. Cheng | Widzów: 800 Sędzia główny: Vitalijus Sevruk Sędziowie liniowi: Huang Jen-hung David Perduv |
| Godzina: 20:00 | 0 min. kar |                           | 6 min. kar | Widzów: 800 Sędzia główny: Vitalijus Sevruk Sędziowie liniowi: Huang Jen-hung David Perduv |

| 28 lutego 2023 | Singapur | 10:0 | Malezja | Skenderija Sports Arena, Sarajewo |

| Szczegóły      | Szczegóły | Szczegóły       | Szczegóły   | Szczegóły                                                                                 |
| -------------- | --- | --------------- | ----------- | ----------------------------------------------------------------------------------------- |
| Godzina: 13:00 | E. Redden (EQ) 00:08 Y. J. B. Qian (EQ) 06:19 C. Kelly Wong (EQ) 20:29 J. Chan (EQ) 25:03 J. Chan (PP) 34:47 E. Redden (PP) 38:35 E. Redden (EQ) 39:43 E. Redden (EQ) 48:58 Q. B. Huang (PP) 54:42 C. J. H. Chua (PS) 59:55 | (2:0, 5:0, 3:0) |             | Widzów: 100 Sędzia główny: Park Jae-hyung Sędziowie liniowi: Huang Jen-hung Marko Saković |
| Godzina: 13:00 | 8 min. kar |                 | 42 min. kar | Widzów: 100 Sędzia główny: Park Jae-hyung Sędziowie liniowi: Huang Jen-hung Marko Saković |

| 28 lutego 2023 | Hongkong | 11:1 | Iran | Skenderija Sports Arena, Sarajewo |

| Szczegóły      | Szczegóły | Szczegóły       | Szczegóły              | Szczegóły                                                                            |
| -------------- | --- | --------------- | ---------------------- | ------------------------------------------------------------------------------------ |
| Godzina: 16:30 | C. P. J. Cheng (PP) 13:21 L. K. Lo (EQ) 14:02 L. K. Lo (EQ/EA) 17:07 A. C. H. Sham (EQ) 26:40 To H. (EQ) 29:22 R. C. H. Chu (EQ) 31:01 L. K. Lo (EQ) 32:27 Wong K. (PP) 35:48 S. M. J. Tang (PP) 47:36 R. C. H. Chu (PP) 53:52 Ngan C. (EQ) 58:51 | (3:0, 5:0, 3:1) | 58:17 (EQ) N. Mehraban | Widzów: 47 Sędzia główny: Robert Hallin Sędziowie liniowi: David Perduv Jiří Svoboda |
| Godzina: 16:30 | 4 min. kar |                 | 16 min. kar            | Widzów: 47 Sędzia główny: Robert Hallin Sędziowie liniowi: David Perduv Jiří Svoboda |

| 28 lutego 2023 | Kirgistan | 10:1 | Bośnia i Hercegowina | Skenderija Sports Arena, Sarajewo |

| Szczegóły      | Szczegóły | Szczegóły       | Szczegóły          | Szczegóły                                                                                 |
| -------------- | --- | --------------- | ------------------ | ----------------------------------------------------------------------------------------- |
| Godzina: 20:00 | K. Terentiew (EQ) 10:15 E. Mirbekow (EQ) 13:54 M. Sejfułow (PP) 16:12 W. Tonkich (EQ) 27:28 M. Sejfułow (EQ) 35:27 S. Ismanow (EQ) 35:53 A. Titow (EQ) 37:20 M. Sejfułow (PP) 44:51 M. Jegorow (EQ) 51:37 A. Titow (SH) 58:50 | (3:0, 4:0, 3:1) | 43:17 (PP) M. Omer | Widzów: 168 Sędzia główny: Phillip Ströbel Sędziowie liniowi: Tomislav Grozaj Lukáš Kacej |
| Godzina: 20:00 | 31 min. kar |                 | 10 min. kar        | Widzów: 168 Sędzia główny: Phillip Ströbel Sędziowie liniowi: Tomislav Grozaj Lukáš Kacej |

| 2 marca 2023 | Hongkong | 7:6 pd. | Singapur | Skenderija Sports Arena, Sarajewo |

| Szczegóły      | Szczegóły | Szczegóły            | Szczegóły | Szczegóły                                                                                 |
| -------------- | --- | -------------------- | --- | ----------------------------------------------------------------------------------------- |
| Godzina: 13:00 | C. P. J. Cheng (PP2) 09:12 C. P. J. Cheng (PP) 29:40 A. C. H. Sham (EQ) 46:04 To H. (EQ) 48:54 I. G. F. Chan (EQ) 57:06 C. P. J. Cheng (EQ) 59:03 R. C. H. Chu (EQ) 60:29 | (1:2, 1:2, 4:2, 1:0) | 07:44 (SH) E. Redden 13:59 (EQ) B. S. H. Lee 21:26 (EQ) R. O'Brien 35:42 (EQ) J. Chan 53:43 (EQ) J. N. Kodrowski 57:37 (PP) C. J. H. Chua | Widzów: 101 Sędzia główny: Phillip Ströbel Sędziowie liniowi: Tomislav Grozaj Lukáš Kacej |
| Godzina: 13:00 | 6 min. kar |                      | 10 min. kar | Widzów: 101 Sędzia główny: Phillip Ströbel Sędziowie liniowi: Tomislav Grozaj Lukáš Kacej |

| 2 marca 2023 | Kirgistan | 22:0 | Malezja | Skenderija Sports Arena, Sarajewo |

| Szczegóły      | Szczegóły | Szczegóły        | Szczegóły  | Szczegóły                                                                               |
| -------------- | --- | ---------------- | ---------- | --------------------------------------------------------------------------------------- |
| Godzina: 16:30 | W. Nosow (EQ) 02:21 A. Kudaszew (EQ) 05:57 M. Sejfułow (EQ) 06:57 A. Kaczkynbiekow (EQ) 08:43 M. Sejfułow (EQ) 10:25 I. Abdyrajew (EQ) 12:12 M. Sejfułow (EQ) 17:19 M. Sejfułow (EQ) 20:57 A. Kaczkynbiekow (EQ) 21:56 G. Fitisenko (EQ) 22:40 A. Kaszajew (EQ) 23:02 M. Czuwałow (EQ) 25:14 I. Abdyrajew (EQ) 27:00 J. Szamyrkanow (EQ) 28:41 M. Sejfułow (EQ) 30:03 A. Titow (EQ) 34:50 E. Mirbekow (EQ) 39:47 M. Sejfułow (EQ) 44:08 A. Biekmuratow (EQ) 45:31 M. Sejfułow (EQ) 48:10 S. Ismanow (EQ) 50:58 A. Kudaszew (EQ) 52:21 | (7:0, 10:0, 5:0) |            | Widzów: 87 Sędzia główny: Vitalijus Sevruk Sędziowie liniowi: David Perduv Jiří Svoboda |
| Godzina: 16:30 | 0 min. kar |                  | 0 min. kar | Widzów: 87 Sędzia główny: Vitalijus Sevruk Sędziowie liniowi: David Perduv Jiří Svoboda |

| 2 marca 2023 | Bośnia i Hercegowina | 9:2 | Iran | Skenderija Sports Arena, Sarajewo |

| Szczegóły      | Szczegóły | Szczegóły       | Szczegóły                                        | Szczegóły                                                                                         |
| -------------- | --- | --------------- | ------------------------------------------------ | ------------------------------------------------------------------------------------------------- |
| Godzina: 20:00 | D. Cordalija (EQ) 06:02 D. Cordalija (EQ) 22:56 M. Omer (EQ) 24:42 N. Gaković (PP) 28:36 M. Omer (GWS) 40:56 D. Cordalija (SH) 42:15 A. Mlivić (EQ) 44:44 T. Mrkva (EQ) 45:30 M. Omer (PP) 53:49 | (1:1, 3:1, 5:0) | 09:44 (EQ) J. Keyhangar 39:10 (PS) F. Houshidari | Widzów: 569 Sędzia główny: Park Jae-hyung Sędziowie liniowi: Alejandro García Banos Marko Saković |
| Godzina: 20:00 | 10 min. kar |                 | 8 min. kar                                       | Widzów: 569 Sędzia główny: Park Jae-hyung Sędziowie liniowi: Alejandro García Banos Marko Saković |

| 3 marca 2023 | Malezja | 1:16 | Hongkong | Skenderija Sports Arena, Sarajewo |

| Szczegóły      | Szczegóły              | Szczegóły       | Szczegóły | Szczegóły                                                                                |
| -------------- | ---------------------- | --------------- | --- | ---------------------------------------------------------------------------------------- |
| Godzina: 13:00 | H. Mohammad (EQ) 09:41 | (1:3, 0:6, 0:7) | 04:50 (EQ) A. C. H. Sham 08:17 (EQ) R. Y. C. Lee 11:25 (EQ) S. M. J. Tang 21:18 (PP) Y. H. Y. Wong 21:32 (EQ) A. C. H. Sham 27:36 (EQ) L. K. Lo 33:06 (EQ) A. C. H. Sham 36:53 (EQ) R. C. H. Chu 38:48 (EQ) R. C. H. Chu 42:08 (EQ) C. P. J. Cheng 49:33 (EQ) Y. L. L. Wong 51:05 (EQ) R. C. H. Chu 52:32 (EQ) A. C. H. Sham 53:21 (EQ) C. P. J. Cheng 54:47 (EQ) Y. L. L. Wong 59:03 (EQ) R. C. H. Chu | Widzów: 57 Sędzia główny: Vitalijus Sevruk Sędziowie liniowi: David Perduv Marko Saković |
| Godzina: 13:00 | 2 min. kar             |                 | 4 min. kar | Widzów: 57 Sędzia główny: Vitalijus Sevruk Sędziowie liniowi: David Perduv Marko Saković |

| 3 marca 2023 | Iran | 0:18 | Kirgistan | Skenderija Sports Arena, Sarajewo |

| Szczegóły      | Szczegóły  | Szczegóły       | Szczegóły | Szczegóły                                                                                      |
| -------------- | ---------- | --------------- | --- | ---------------------------------------------------------------------------------------------- |
| Godzina: 16:30 |            | (0:7, 0:4, 0:7) | 00:40 (EQ) E. Isamatow 01:53 (EQ) M. Jegorow 02:32 (EQ) M. Jegorow 03:48 (EQ) M. Sejfułow 07:29 (EQ) A. Titow 09:44 (EQ) M. Jegorow 16:38 (EQ) S. Ismanow 20:38 (EQ) M. Jegorow 21:44 (EQ) A. Titow 24:31 (EQ) M. Czuwałow 32:58 (EQ) M. Sejfułow 41:41 (EQ) M. Sejfułow 45:44 (EQ) M. Jegorow 50:37 (EQ) M. Sejfułow 52:58 (EQ) E. Isamatow 53:18 (EQ) E. Mirbekow 55:10 (PP) K. Terentiew 56:07 (EQ) A. Titow | Widzów: 49 Sędzia główny: Park Jae-hyung Sędziowie liniowi: Alejandro García Banos Lukáš Kacej |
| Godzina: 16:30 | 6 min. kar |                 | 0 min. kar | Widzów: 49 Sędzia główny: Park Jae-hyung Sędziowie liniowi: Alejandro García Banos Lukáš Kacej |

| 3 marca 2023 | Singapur | 2:8 | Bośnia i Hercegowina | Skenderija Sports Arena, Sarajewo |

| Szczegóły      | Szczegóły                               | Szczegóły       | Szczegóły | Szczegóły                                                                                    |
| -------------- | --------------------------------------- | --------------- | --- | -------------------------------------------------------------------------------------------- |
| Godzina: 20:00 | E. Redden (EQ) 38:36 J. Chan (SH) 59:26 | (0:2, 1:4, 1:2) | 06:16 (EQ) D. Miskić 06:38 (EQ) N. Gaković 26:03 (SH) A. Mlivić 29:32 (EQ) N. Gaković 32:09 (PP) M. Omer 38:11 (EQ) M. Omer 50:20 (SH) N. Gaković 53:30 (EQ) A. London | Widzów: 850 Sędzia główny: Phillip Ströbel Sędziowie liniowi: Tomislav Grozaj Huang Jen-hung |
| Godzina: 20:00 | 10 min. kar                             |                 | 6 min. kar | Widzów: 850 Sędzia główny: Phillip Ströbel Sędziowie liniowi: Tomislav Grozaj Huang Jen-hung |

| 5 marca 2023 | Iran | 2:11 | Singapur | Skenderija Sports Arena, Sarajewo |

| Szczegóły      | Szczegóły                                    | Szczegóły       | Szczegóły | Szczegóły                                                                                  |
| -------------- | -------------------------------------------- | --------------- | --- | ------------------------------------------------------------------------------------------ |
| Godzina: 13:00 | M. Ghorbani (EQ) 06:12 D. Bagheri (EQ) 48:21 | (1:5, 0:4, 1:2) | 02:52 (PP) J. N. Kodrowski 04:41 (SH) B. S. H. Lee 05:12 (SH) J. Chan 15:35 (EQ) J. Chan 18:18 (EQ) J. Chan 23:33 (EQ) C. Kelly Wong 24:29 (EQ) E. Redden 34:50 (EQ) E. Redden 36:26 (PP) J. N. Kodrowski 45:03 (PP) Y. J. B. Qian 55:04 (PP) J. Chan | Widzów: 64 Sędzia główny: Phillip Ströbel Sędziowie liniowi: Tomislav Grozaj Marko Saković |
| Godzina: 13:00 | 8 min. kar                                   |                 | 4 min. kar | Widzów: 64 Sędzia główny: Phillip Ströbel Sędziowie liniowi: Tomislav Grozaj Marko Saković |

| 5 marca 2023 | Hongkong | 2:12 | Kirgistan | Skenderija Sports Arena, Sarajewo |

| Szczegóły      | Szczegóły                                       | Szczegóły       | Szczegóły | Szczegóły                                                                                |
| -------------- | ----------------------------------------------- | --------------- | --- | ---------------------------------------------------------------------------------------- |
| Godzina: 16:30 | R. C. H. Chu (EQ) 19:33 R. C. H. Chu (EQ) 38:22 | (1:4, 1:4, 0:4) | 01:58 (EQ) S. Ismanow 05:43 (EQ) E. Isamatow 06:13 (EQ) M. Czuwałow 14:14 (EQ) A. Titow 29:18 (EQ) A. Titow 33:29 (EQ) A. Titow 33:52 (EQ) S. Ismanow 35:48 (EQ) I. Abdyrajew 40:46 (EQ) M. Sejfułow 49:16 (EQ) K. Kim 59:29 (EQ) A. Kaszajew 59:48 (SH) M. Sejfułow | Widzów: 112 Sędzia główny: Vitalijus Sevruk Sędziowie liniowi: David Perduv Jiří Svoboda |
| Godzina: 16:30 | 0 min. kar                                      |                 | 8 min. kar | Widzów: 112 Sędzia główny: Vitalijus Sevruk Sędziowie liniowi: David Perduv Jiří Svoboda |

| 5 marca 2023 | Bośnia i Hercegowina | 15:1 | Malezja | Skenderija Sports Arena, Sarajewo |

| Szczegóły      | Szczegóły | Szczegóły       | Szczegóły                     | Szczegóły                                                                                        |
| -------------- | --- | --------------- | ----------------------------- | ------------------------------------------------------------------------------------------------ |
| Godzina: 20:00 | M. Omer (EQ) 04:11 M. Omer (EQ) 06:10 T. Mrkva (PP) 07:04 D. Cordalija (EQ) 10:10 H. Mrkva (EQ) 17:05 M. Omer (PP) 21:46 M. Jahjafendić (EQ) 25:47 D. Miskić (EQ) 33:54 M. Dinalić (EQ) 39:07 A. Mlivić (EQ) 40:24 A. Mlivić (PP) 42:21 M. Omer (EQ) 47:22 T. Ćatović (EQ) 52:30 D. Miskić (EQ) 53:30 M. Omer (EQ) 57:53 | (5:1, 4:0, 6:0) | 01:13 (EQ) R. A. M. Raja Amin | Widzów: 1457 Sędzia główny: Park Jae-hyung Sędziowie liniowi: Alejandro García Banos Lukáš Kacej |
| Godzina: 20:00 | 8 min. kar |                 | 8 min. kar                    | Widzów: 1457 Sędzia główny: Park Jae-hyung Sędziowie liniowi: Alejandro García Banos Lukáš Kacej |

Tabela
| Lp. | Zespół               | M | Pkt | Z | Zd | Pd | P | G+ | G- | +/− |
| --- | -------------------- | - | --- | - | -- | -- | - | -- | -- | --- |
| 1   | Kirgistan            | 5 | 15  | 5 | 0  | 0  | 0 | 76 | 5  | +71 |
| 2   | Bośnia i Hercegowina | 5 | 11  | 3 | 1  | 0  | 1 | 39 | 20 | +19 |
| 3   | Hongkong             | 5 | 9   | 2 | 1  | 1  | 1 | 41 | 26 | +15 |
| 4   | Singapur             | 5 | 7   | 2 | 0  | 1  | 2 | 31 | 31 | 0   |
| 5   | Iran                 | 5 | 3   | 1 | 0  | 0  | 4 | 19 | 53 | -34 |
| 6   | Malezja              | 5 | 0   | 0 | 0  | 0  | 5 | 6  | 77 | -71 |

    = awans do Dywizji IIIA     = utrzymanie w Dywizji IIIB     = spadek do Dywizji IV
Statystyki indywidualne
- Klasyfikacja strzelców:  Mamed Sejfułow: 28 goli[9]
- Klasyfikacja asystentów:  Isłambek Abdyrajew: 18 asyst[10]
- Klasyfikacja kanadyjska:  Mamed Sejfułow: 28 punktów[11]
- Klasyfikacja kanadyjska obrońców:  Ernażar Isamatow: 14 punktów[12]
- Klasyfikacja +/−:  Mamed Sejfułow: +31[13]
- Klasyfikacja skuteczności interwencji bramkarzy:  Arsłan Marajmbiekow: 100,00%[14]
- Klasyfikacja średniej goli straconych na mecz bramkarzy:  Arsłan Marajmbiekow: 0,00 bramki
- Klasyfikacja minut kar:  Kiriłł Kim: 25 minut[15]

Nagrody indywidualne
Dyrektoriat turnieju wybrał trójkę najlepszych zawodników, po jednym na każdej pozycji:
- Bramkarz:  Dino Pasović
- Obrońca:  Ernażar Isamatow
- Napastnik:  Chung Pan Justin Cheng